# Keräsjoki (å)
Keräsjoki är en större å i östra Norrbottens kustland. Längden är omkring 60 kilometer och avrinningsområdet 427 km². Största biflöde är Vuomajoki. Ån rinner upp i Övertorneå kommun, sydväst om Hedenäset, och rinner genom stora myrområden söderut in i Haparanda kommun. Dess avrinningsområde ligger mellan Torne älv och Kalix älv.

## Sträckning
Efter passage av stambanan och landsvägen vid byn Kangas (dessförinnan finns en fin badplats i ån) tar ån emot sitt största biflöde Vuomajoki från vänster. Efter ytterligare stora myrmarker mellan bergen Keräsvaara och Veitsivaara blir ådalen mera befolkad. Den passerar bland annat byarna Keräsjänkkä, Kattilasaari, Vittikko och Parviainen, Keräsjoki, Alatalo, Korva och slutligen ådalens centrum, tätorten Nikkala, där Keräsjoki faller ut i Bottenviken (Skomakarfjärden).
Det har tidigare flottats timmer i Keräsjokiån.